# Дмитриев, Артур Валерьевич
Артур Валерьевич Дмитриев (род. 21 января 1968, Белая Церковь, Киевская область) — заслуженный мастер спорта СССР (1992), советский и российский фигурист. Стал первым фигуристом-мужчиной, выигравшим Олимпийские игры с двумя разными партнёршами.
- двукратный олимпийский чемпион в парном катании (1992 — с Натальей Мишкутёнок, 1998 — с Оксаной Казаковой),
- серебряный призёр Олимпийских игр 1994 г. (с Натальей Мишкутёнок),
- двукратный чемпион мира (1991, 1992)
- трёхкратный чемпион Европы (1991, 1992, 1996).

## Биография
Вырос в Норильске, где занимался хоккеем, дзюдо, борьбой, в фигурном катании начинал как одиночник у тренера Фаниса Шакирзянова и тренировал все пять различных тройных прыжков, с 1986 в школе Т. Н. Москвиной в паре с Натальей Мишкутёнок практически сразу исполняли два разных тройных прыжка (впервые среди пар тулуп или сальхов), что предопределило успех. В 1987 занимает 4-е место на турнире на призы газеты "Московские новости", в 1988 выигрывает этот турнир. В 1988/89 пара выиграла Всемирную универсиаду и была второй на чемпионате СССР. В 1988 дебютировала на чемпионате Европы, но на чемпионат мира попала впервые в 1990 из-за острейшей конкуренции в советской школе в те годы. В короткой программе пара вторая, но в произвольной, поставленной в оригинальном стиле (на еврейские народные мелодии), несмотря на чисто выполненный максимально сложный набор элементов (тройной тулуп, тройная подкрутка и два тройных выброса), лишь третья.
В сезоне 1990/91 Т. Н. Москвина поставила исключительно гармоничную программу «Грезы любви» на музыку Ф.Листа, ставшую шедевром в фигурном катании, с красивейшими линиями, удивительным взаимодействием партнеров, целой серией разнообразнейших спиралей и тодесов, длившейся последние 1,5 минуты программы. Программа принесла победы на всех соревнованиях, чемпионатах Европы, мира и Олимпийских играх (в 1991-92), в том числе четыре оценки 6,0 на чемпионате мира 1992, выставленные впервые за 13 лет.
Затем пара переходит в профессионалы, в 1992 выигрывает турнир U.S. Open, однако на чемпионате мира среди профессионалов и турнире Challenge of Champions - лишь третья.
Пара вернулась в любительское катание на сезон 1993/94. На чемпионате Европы в короткой программе ошибается в поддержке, после чего произошёл редчайший казус в истории фигурного катания: судья из Чехии ошибочно ввел в систему оценки 4,4/4,7 вместо 5,4/5,7, отобразившиеся на табло, несмотря на все просьбы судьи исправить ошибку, ИСУ ответил запретом. Пара оказалась пятой, но в произвольной программе — второй, что позволило получить итоговую бронзу. На Олимпийских играх как короткая, так и произвольная программа были доведены до совершенства и исполнены абсолютно чисто и захватывающе эмоционально (на музыку С. Рахманинова), только историческое выступление пары Гордеева — Гриньков не позволило Мишкутенок и Дмитриеву во второй раз получить золото.
С 1995 Артур начал тренироваться с новой партнёршей — Оксаной Казаковой, пара с ходу выиграла чемпионат Европы 1996, однако затем её преследовал ряд неудач из-за ошибок Артура в поддержках и особенно на тройном тулупе. Т. Н. Москвина максимально сконцентрировала учеников к главной цели, Олимпиаде-98, что позволило добиться победы. Из всех лидеров они единственные откатались абсолютно чисто, получив оценки вплоть до 6,0.
Затем пара переезжает в США, переходит в профессионалы и катается 3 года (выиграв чемпионат мира среди профессионалов в 1998, Игры доброй воли в 2000, турниры Challenge of Champions в 1998, Hallmark Skaters Championship в 2001 и др.)
По мнению солиста балета и хореографа Дмитрия Ерлыкина, в программах Артура Дмитриева с Оксаной Казаковой было много хореографических находок для фигурного катания: парное вращение с вертикальным шпагатом вниз головой, подъёмы в верхние поддержки одной рукой и их окончание со сложными переворотами партнерши на спине партнера, интересные переходы в тодесах.
Дмитриев часто помогал Т. Н. Москвиной в постановках программ, выступал в качестве художника-модельера, помогая создавать костюмы (напр. для Н. Мишкутенок, О. Казаковой, В. Загороднюка).
После возвращения из США Дмитриев с 2005 стал тренером-консультантом сборных команд России, в Федерации фигурного катания России курирует парное катание. Среди его учеников:
- Мария Мухортова / Максим Траньков;[4]
- Ксения Озерова / Александр Энберт (тренировал совместно с Алексеем Соколовым);[5]
- Катарина Гербольдт / Александр Энберт (тренирует совместно с Тамарой Москвиной);[6]
- Александра Васильева / Юрий Шевчук.[7]

Также принимал участие в многочисленных телепроектах, в том числе «Танцы на льду», «Танцы на льду. Бархатный сезон» и даже боксерский проект «Король Ринга — 2» (2008).

## Личная жизнь
С 1992 по 2006 гг. супруга — Татьяна Дручинина (чемпионка мира и СССР по художественной гимнастике). Сын Артур, занимается одиночным катанием, участник чемпионата России 2010 года.

## Награды
- Орден «За заслуги перед Отечеством» III степени (27 февраля 1998) — за высокие спортивные достижения на XVIII зимних Олимпийских играх 1998 года[9]
- Орден Дружбы народов (22 апреля 1994) — за высокие спортивные достижения на XVII зимних Олимпийских играх 1994 года[10]

## Спортивные достижения
(с О. Казаковой)
| Соревнования               | 1994—1995 | 1995—1996 | 1996—1997 | 1997—1998 |
| -------------------------- | --------- | --------- | --------- | --------- |
| Зимние Олимпийские игры    |           |           |           | 1         |
| Чемпионаты мира            |           | 5         | 3         | WD        |
| Чемпионаты Европы          |           | 1         |           | 2         |
| Чемпионаты России          |           | 3         |           | 3         |
| Финалы Гран-при            |           |           | 2         | 3         |
| Skate America              |           | 5         | 1         |           |
| Skate Canada International |           |           |           | 1         |
| Bofrost Cup on Ice         | 2         |           |           |           |
| Trophee Lalique            |           | 2         | 1         |           |
| Cup of Russia              |           |           | 3         |           |
| NHK Trophy                 |           |           |           | WD        |

WD = снялись с соревнований
(с Н. Мишкутёнок)
| Соревнования            | 1987—1988 | 1988—1989 | 1989—1990 | 1990—1991 | 1991—1992 | 1992—1993 | 1993—1994 |
| ----------------------- | --------- | --------- | --------- | --------- | --------- | --------- | --------- |
| Зимние Олимпийские игры |           |           |           |           | 1         |           | 2         |
| Чемпионаты мира         |           |           | 3         | 1         | 1         |           |           |
| Чемпионаты Европы       | 4         | 3         | 3         | 1         | 1         |           | 3         |
| Чемпионаты России       |           |           |           |           |           |           | 2         |
| Чемпионаты СССР         |           |           | 2         | 2         |           |           |           |
| Skate America           |           | 1         | 1         |           |           |           |           |
| Nations Cup             |           |           |           | 1         |           |           |           |
| Trophee Lalique         |           |           |           |           | 1         |           | 1         |
| NHK Trophy              |           |           |           | 3         |           |           |           |
| Зимние Универсиады      |           | 1         |           |           |           |           |           |